# 香田芳樹
香田 芳樹（こうだ よしき、1959年 - ）は、日本のドイツ文学者、慶應義塾大学教授。文学博士（広島大学）、Ph.D.（スイス・フライブルク大学）。

## 来歴
1982年信州大学人文学部ドイツ文学科卒業、1985年金沢大学文学研究科修士課程ドイツ文学専攻修了、1994年広島大学文学研究科博士課程ドイツ語学文学専攻修了。
2004年度大東文化大学文学部助教授、2005年度～2006年度大東文化大学外国語学部助教授、2009年度～2023年度 慶應義塾大学文学部教授。
2011年～ 東日本アレクサンダー・フォン・フンボルト協会理事。

## 著書

### 単著
- 『魂深き人びと──西欧中世からの反骨精神 (叢書 魂の脱植民地化) 』青灯社 2017年 ISBN 978-4862280923
- 『マイスター・エックハルト　生涯と著作』 創文社 2011年 ISBN 978-4-423-17148-6。講談社「創文社オンデマンド叢書」、2023年。電子書籍で再刊

### 訳注・編訳
- マイスター・エックハルト『ドイツ語説教集』上田閑照訳、香田芳樹訳註、創文社(ドイツ神秘主義叢書2)、 2006年 ISBN 978-4423396117。
- マクデブルクのメヒティルト『神性の流れる光』創文社（ドイツ神秘主義叢書1）、　1999年 ISBN 978-4423396087。講談社「創文社オンデマンド叢書」、2024年。電子書籍で再刊
- フリードリヒ・ヘッベル『戯曲 ニーベルンゲン』岩波文庫、2024年 ISBN 978-4003242056

## 参考
- 香田芳樹のホームページ
- J-GLOBAL